# Еупіліо
Еупіліо (італ. Eupilio) — муніципалітет в Італії, у регіоні Ломбардія, провінція Комо.
Еупіліо розташоване на відстані близько 510 км на північний захід від Рима, 40 км на північ від Мілана, 15 км на схід від Комо.
Населення — 2670 осіб (2014).
Щорічний фестиваль відбувається 24 квітня. Покровитель — святий Юрій.

## Демографія
Населення за роками:

Станом на 1 січня 2023 року в муніципалітеті офіційно проживало 58 іноземців з 22 країн, серед них 15 громадян країн Євросоюзу та 6 громадян України.

## Сусідні муніципалітети
- Бозізіо-Парині
- Канцо
- Чезана-Бріанца
- Ерба
- Лонгоне-аль-Сегрино
- Пузіано